# Dodatková platební karta
Dodatková neboli vedlejší platební karta je platební karta spojená s hlavní bankovní kartou. Může být vydána pouze na základě žádosti držitele hlavní karty k již existujícímu kartovému účtu. Dodatkovou kartu je možné vydat pro kohokoliv (např. pro rodinné příslušníky) a karta pak sdílí společný bankovní účet s hlavní kartou. Transakce na dodatkových kartách jsou vyúčtovávány držiteli hlavní karty shodně, jako by byly provedeny hlavní kartou. Protože nelze bez existence hlavní karty evidovat kartu dodatkovou, v případě zrušení hlavní karty končí  platnost i dodatkové karty.
Pro dodatkovou kartu také bývá možné nastavit vlastní nižší limit než u karty hlavní. Alternativou může být bezkontaktní platební nálepka.
Mnoho bankovních institucí vydává a vede jednu i více dalších platebních karet bezplatně a službu zpoplatňuje až při jejich větším počtu, často v závislosti na typu klientova účtu. Raiffeisenbank a Živnostenská banka vydávaly dodatkové karty zdarma bez omezení počtu.